# كاتلين جينر
كايتلين ماري جينر (ولدت باسم ويليام بروس جينر في 28 أكتوبر 1949؛ وعرفت باسم بروس جينر حتى عام 2015) هي شخصية إعلامية أمريكية ولاعبة عشارية سابقة، حصلت قبل تحولها الجنسي على الميدالية الذهبية في الألعاب الأولمبية الصيفية 1976 في مونتريال عن لعبة العشاري. أعلنت سنة 2015 عن إجراء عملية تحول جنسي كامل لها.
أعلنت جينر علنًا أنها امرأة متحولة جنسيًا في أبريل 2015، وأعلنت عن اسمها الجديد في يوليو من ذلك العام. من عام 2015 إلى عام 2016، لعبت دور البطولة في مسلسل تلفزيون الواقع أنا كيت، والذي ركز على تحولها الجنسي ولقبت بأشهر امرأة متحولة في العالم. جينر هي ناشطة في مجال حقوق المتحولين جنسياً، على الرغم من أن وجهات نظرها بشأن قضايا المتحولين جنسياً واجهت انتقادات من العديد من النشطاء.

## حياتها المبكرة
ولدت كايتلين ماري جينر في 28 أكتوبر 1949 في ماونت كيسكو (نيويورك) باسم ويليام بروس جينر وكانت تُعرف باسم بروس حتى يونيو 2015. والداها هما إستير روث (نيي ماكغواير) وويليام هيو جينر من نيو برونزويك، كندا وهي من أصل إنجليزي، اسكتلندي، أيرلندي، هولندي، وويلزي. توفي شقيقها الأصغر بيرت في 30 نوفمبر 1976 في حادث سيارة في كانتون، كونيتيكت بعد وقت قصير من فوز جينر في الألعاب الأولمبية. عندما كانت طفلة تم تشخيص إصابتها بعُسر القراءة.

## التحول إلى امرأة
وقبل التحول إلى أنثى كان لجينر حساب على تويتر باسم @iambrucejenner وأغلقته منهية 65 سنة من حياتها كرجل، وفتحت في اليوم نفسه بديلا باسم @caitlyn_jenner
أشارت بروس جينّر أنه ظلت طوال حياته تهرب مما كان عليه، ووصفت نفسها في السابق قائلة: «بروس يكذب دائما، لقد عاش كذبة بشأن هويته استمرت طوال حياته، وأنا لا أستطيع أن أفعل ذلك بعد الآن».

## الحياة الشخصية
لدى جينّر 6 أبناء، وكان زوجاً طوال 23 سنة للكاتبة والمذيعة الأمريكية كريستن هوتون، التي طلقها في مارس/آذار، وتزوج قبل هوتون بامرأتين، كريستن كراونوفر في 1972 ورزق منها بابن وابنة، وطلقها بعد 9 سنوات، ثم تزوج في عام 1981 من ليندا ثومبسون، وهي ملكة جمال سابقة أنجبت منه ابنين، وطلقها أيضاً بعد 9 أعوام

## روابط خارجية
- كاتلين جينر على موقع IMDb (الإنجليزية)
- كاتلين جينر على موقع ميتاكريتيك (الإنجليزية)
- كاتلين جينر على موقع ميتاكريتيك (الإنجليزية)
- كاتلين جينر على موقع الموسوعة البريطانية (الإنجليزية)
- كاتلين جينر على موقع روتن توميتوز (الإنجليزية)
- كاتلين جينر على موقع قاعدة بيانات الأفلام العربية
- كاتلين جينر على موقع ألو سيني (الفرنسية)
- كاتلين جينر على موقع ميوزك برينز (الإنجليزية)
- كاتلين جينر على موقع تيرنر كلاسيك موفيز (الإنجليزية)
- كاتلين جينر على موقع أول موفي (الإنجليزية)
- كاتلين جينر على موقع الاتحاد الدولي لألعاب القوى (الإنجليزية)
- كاتلين جينر على موقع الاتحاد الأمريكي لسباقات المضمار والميدان، قاعة المشاهير (الإنجليزية)
- كاتلين جينر على موقع ريلجم (الإنجليزية)
- كاتلين جينر على موقع اللجنة الأولمبية الدولية (الإنجليزية)
- كاتلين جينر على موقع أوليمبيديا (الإنجليزية)
- كاتلين جينر على موقع قاعة آيوا للمشاهير الرياضية (الإنجليزية)